# Agustina Sari
Agustina Sari (ur. 1 sierpnia 1996 w Blorze) – indonezyjska wspinaczka sportowa, specjalizująca się we wspinaczce na czas oraz w łącznej. Mistrzyni Azji we wspinaczce sportowej w konkurencji na czas z 2018.

## Kariera sportowa
W 2018 w japońskim Kurayoshi na mistrzostwach Azji wywalczyła indywidualnie złoty medal we wspinaczce sportowej w konkurencji na czas w finale pokonała Chinkę Song Yiling oraz utytułowaną reprezentantkę Indonezji Aries Susanti Rahayu.

## Osiągnięcia

### Mistrzostwa Azji
| Konkurencje        | 2018 |
| Wspinaczka na czas | 1    |